# Église Sainte-Eulalie du Vivier
Pour les articles homonymes, voir église Sainte-Eulalie.
L'église Sainte-Eulalie est une église romane située au Vivier, dans le département français des Pyrénées-Orientales.